# Chelsea TV
O Chelsea TV é um canal de televisão desportivo britânico, dedicado ao clube de futebol inglês Chelsea Football Club. O canal iniciou as suas emissões em Agosto de 2001 na Sky Digital.

## Programação
A TV Chelsea foi transmitida ao vivo todos os dias das 10h à meia-noite dos estúdios em Stamford Bridge.
Os melhores programas incluíram Sexta-feira à noite ao vivo, que foram transmitidos todas as sextas-feiras com os ex-jogadores Kerry Dixon e Jason Cundy. O Friday Night Live permitiu que os fãs ligassem e compartilhassem suas opiniões sobre todas as coisas do Chelsea. O programa tinha regularmente os jogadores do primeiro time que se juntaram ao telefone, a temporada 2009/10 viu Didier Drogba, Frank Lampard, John Obi Mikel, Florent Malouda e Salomon Kalou responderem às perguntas dos torcedores.
Os jogos ao vivo até o meio da semana foram transmitidos ao vivo no Matchnight Live que foi transmitido a partir das 18h e teve previews para o jogo, notícias da equipe primeiro e análises. Cada jogo do meio da semana seguia com um telefonema ao vivo dos fãs a partir das 22h. A Chelsea TV era o único lugar para assistir as Chelsea Reserves e Academy Teams em ação. O Reserves Live tinha cobertura completa de todos os jogos do Reserve, alguns dos quais aconteceram no Griffin Park, no bairro londrino de Hounslow, a terra natal de Brentford Football Club.
Blues News foi o programa diário de notícias com manchetes às 13h e 17h, seguido por um boletim de notícias completo às 18h30 e 22h. O Paper View era transmitido ao vivo dos estúdios todas as quintas-feiras com os melhores repórteres da Fleet Street discutindo as notícias que rodeavam o clube. Dentro de Cobham Training Centre foram mostradas as sessões de treinamento da semana e entrevistas exclusivas dos jogadores do campo de treinamento do Chelsea em Cobham, Surrey. Entrevistas exclusivas dos jogadores do primeiro time e da diretoria foram vistas em The Big Interview. Muitos novos shows e séries foram mostrados ao longo do ano. Em 2009, foi apresentado um novo telefonema pós-jogo dos fãs chamado "Extra Time at the Bridge", que permitiu aos fãs compartilhar suas opiniões após cada jogo em casa nos fins de semana, ligando para o estúdio ou enviando um e-mail para a TV do Chelsea.

## Apresentadores
O canal tem vários apresentadores, incluindo os ex-jogadores Jason Cundy, Tommy Langley, Scott Minto e Kerry Dixon. Os apresentadores regulares incluem Gigi Salmon, Alison Bender, Ben Andrews, Lee Parker, bem como Neil Barnett.
Os jogos do Chelsea são principalmente comentados por Trevor Harris, Ben Andrews (que sediou a final da Copa da Liga Inglesa de 2007, a Final da Copa da Inglaterra de 2007 e a Final da Liga dos Campeões da UEFA de 2007–08), Mark Tompkins, Dan Roebuck e Gary Taphouse. Cundy é muitas vezes co-comentador e está muito entusiasmado quando o Chelsea marca gols em grandes jogos.
A Gigi Salmon apresenta atualmente muitos programas no canal e tem sido apresentadora da estação de TV Chelsea desde que o canal foi lançado em agosto de 2001. Alguns dos programas que ela apresenta incluem Blues News e Matchnight Live e Paperview. Neil Barnett tem apresentado desde o lançamento do canal em agosto de 2001. Ele começou a trabalhar para o The Blues nos anos 80 escrevendo artigos para a revista do clube.

## Chelsea TV Online
Em 1º de julho de 2019, a Chelsea TV Online foi lançada como uma nova maneira de ver a Chelsea TV através de um PC ou Mac:
A Chelsea TV Online é alimentada pelo parceiro de internet do clube Perform, com conteúdo do canal Sky, Chelsea TV e inclui entrevistas exclusivas, conferências de imprensa ao vivo, Bridge Kids e muitos recursos dos bastidores, exclusivos da Chelsea TV.